# Ildikó Mincza-Nébald
Ildikó Mincza-Nébald (nacida como Ildikó Mincza, Budapest, 6 de noviembre de 1969) es una deportista húngara que compitió en esgrima, especialista en las modalidades de florete y espada. Está casada con György Nébald, campeón olímpico en esgrima.
Participó en cuatro Juegos Olímpicos de Verano, obteniendo una medalla de bronce en Pekín 2008, en la prueba individual, el séptimo lugar en Barcelona 1992 (prueba por equipos), el cuarto en Sídney 2000 (equipos) y el cuarto y 5º en Atenas 2004 (individual y equipos).
Ganó cinco medallas en el Campeonato Mundial de Esgrima entre los años 1994 y 2003, y siete medallas en el Campeonato Europeo de Esgrima entre los años 1991 y 2007.

## Palmarés internacional
| Juegos Olímpicos   | Juegos Olímpicos     | Juegos Olímpicos  | Juegos Olímpicos    |
| Año                | Lugar                | Medalla           | Prueba              |
| ------------------ | -------------------- | ----------------- | ------------------- |
| 2008               | Pekín (China)        | Medalla de bronce | Espada individual   |
| Campeonato Mundial |                      |                   |                     |
| Año                | Lugar                | Medalla           | Prueba              |
| 1994               | Atenas (Grecia)      | Medalla de bronce | Florete por equipos |
| 1999               | Seúl (Corea del Sur) | Medalla de oro    | Espada por equipos  |
| 1999               | Seúl (Corea del Sur) | Medalla de bronce | Espada individual   |
| 2001               | Nimes (Francia)      | Medalla de bronce | Espada por equipos  |
| 2003               | La Habana (Cuba)     | Medalla de bronce | Espada por equipos  |
| Campeonato Europeo |                      |                   |                     |
| Año                | Lugar                | Medalla           | Prueba              |
| 1991               | Viena (Austria)      | Medalla de oro    | Florete por equipos |
| 1997               | Gdansk (Polonia)     | Medalla de oro    | Espada individual   |
| 2001               | Coblenza (Alemania)  | Medalla de oro    | Espada individual   |
| 2001               | Coblenza (Alemania)  | Medalla de oro    | Espada por equipos  |
| 2002               | Moscú (Rusia)        | Medalla de oro    | Espada por equipos  |
| 2003               | Bourges (Francia)    | Medalla de bronce | Espada individual   |
| 2007               | Gante (Bélgica)      | Medalla de plata  | Espada por equipos  |